# Hypsicera nigribasis
Hypsicera nigribasis är en stekelart som beskrevs av Setsuya Momoi och Kanetosi Kusigemati 1970. 
Hypsicera nigribasis ingår i släktet Hypsicera och familjen brokparasitsteklar. Inga underarter finns listade i Catalogue of Life.